# 鯖江市内の通り一覧
鯖江市内の通り一覧（さばえしないのとおりいちらん）では、以下の通りについて簡潔に記述する。

## うるしの里通り（うるしのさとどおり）
柳町交差点（国道8号交点）と河和田地区を東西に結ぶ。河和田地区が漆器で有名なことからこの名がついた。県道39号によって国道8号・鯖江IC間を結び、県道18号のバイパス的役割を果たしている。
また、県道105号も一部絡んでいる。
- 区間：柳町 - 上河内町

## 元三大師通り（がんざんだいしどおり）
元三大師ゆかりの中道院の前を通ることから。県道18号と県道25号が該当。中道院では、2月20日と3月2日の両日に、すりばちやいとが行われる。
上河端町にある「第一新出踏切」の立体交差が2011年10月1日に完成。「文殊近松通り」同様、福井鉄道・北陸本線の両線との平面交差が解消された。
- 区間：小黒町 - 戸口町

## 嚮陽通り（きょうようどおり）
西山公園の別名、｢嚮陽庭園｣のそばを通ることが名前の由来。県道104号と国道417号の一部で構成されている。
- 区間：石生谷町 - 中野町

## 三里山通り（さんりやまどおり）
市南東部に聳える山の名から。県道194号の別名。
- 区間：五郎丸町 - 下新庄町

## 青年の道（せいねんのみち）
市域西部を南北に貫く。ほぼ全線が県道28号の一部であるが、県道はそれぞれ数百メートルずつ、北端の越前町境部を西へ、南端の越前市境部を東へと青年の道を迂回する格好。
- 区間：川去町 - 漆原町

## 泰澄通り（たいちょうどおり）
越前町と鯖江市を結ぶ。西縦貫線との交点（糺町交差点）を境に、西側が国道417号、東側が県道186号。泰澄ゆかりの丹生山地を通ることからと思われる。
- 区間：川去町 - 神明町

## つつじ通り（つつじどおり）
ツツジの名所である、西山公園を通り抜けることからの別名。制定時は全区間が県道229号（旧国道8号）であったが、その大半となる鯖江大橋北交差点以北の県道指定は西縦貫線へ差し替わって市道（鯖江市道有定鳥羽線）となった。西山公園の切通し区間を抜ける。
- 区間：鳥羽町 - 下司町

## 西縦貫線（にしじゅうかんせん）
西山公園に聳える、長泉寺山の西麓を通る。全区間が県道229号で、途中の泰澄通り交点（糺町交差点） - 嚮陽通り交点は国道417号が重複する。ロードサイド店も軒を連ねる。
- 区間：鳥羽町 - 有定町（鯖江大橋北交差点）

## ひまわり通り（ひまわりどおり）
市内桜町でつつじ通りから分岐する形で南進する。途中の住吉町には「ひまわり公園」がある。
- 区間：桜町 - 舟津町

## 三峯山麓通り（みつみねさんろくどおり）
県道18号の戸ノ口地区以北の別名。
- 区間：上戸口町 - 戸口町

## 文殊近松通り（もんじゅちかまつどおり）
｢文殊｣は市北東部・片上地区にある文殊山（福井市との境にある）から、｢近松｣は近松門左衛門ゆかりの地・立待地区からとったもの。鯖江市北部を東西に結ぶ。県道185号と県道208号を合わせたものとなっている。鯖江市内を東西に結ぶ主な通りの中で、「元三大師通り」とともに福井鉄道・北陸本線の両線とも平面交差していない。
- 区間：石田下町 - 大正寺町

## 吉川橋通り（よしかわばしどおり）
県道189号を参照のこと。
- 区間：西大井町 - 下河端町

## 歴史の道（れきしのみち）
旧・北国街道の鯖江市内の区間が該当。市内中心部を通り、うち本町一・二丁目区間のみ県道134号に指定されている。つつじまつりの期間中、中心部の区間は歩行者天国となる。
- 区間：鳥羽町 - 舟津町